# Haute-Marne
Haute-Marne este un departament în nord-estul Franței, situat în Champagne, în regiunea Grand Est. Este unul dintre departamentele originale ale Franței create în urma Revoluției din 1790. Este numit după râul omonim care traversează departamentul, acesta fiind situat pe cursul superior al râului.

## Localități selectate

### Prefectură
- Chaumont

### Sub-prefecturi
- Langres
- Saint-Dizier

### Alte localități
- Goncourt

## Diviziuni administrative
- 3 arondismente;
- 32 cantoane;
- 432 comune;